# Ligue démocratique/Mouvement pour le parti du travail
La Ligue démocratique/Mouvement pour le parti du travail (LD/MPT) est un parti politique sénégalais, dont le chef est Mamadou Ndoye depuis juillet 2013. Il succède à Abdoulaye Bathily, à la tête du parti pendant 29 ans.

## Histoire
Issu du Parti africain de l'indépendance (PAI), le LD/MPT est officiellement reconnu le 9 juillet 1981, lorsque le pays accède au multipartisme intégral.
Il participe aux élections législatives de 1998 et obtient trois sièges à l'Assemblée nationale.
Aux élections législatives de 2001, il a fait partie de la Coalition Sopi qui a recueilli 931 617 voix, soit 49,6 %, et obtenu 89 des 120 sièges que compte alors l'Assemblée nationale.
Lors de l'élection présidentielle de 2007 qui a vu la victoire d'Abdoulaye Wade, Abdoulaye Bathily a recueilli 75 797 voix, soit 2,21 %.
La LD/MPT est l'un des partis ayant choisi le boycott lors des élections législatives de 2007.

## Orientation
C'est un parti de gauche, communiste à l'origine, mais qui ne se considère plus comme tel aujourd'hui.
La Ligue se présente elle-même comme un « parti de masse qui s’inspire du marxisme-léninisme, du socialisme et de la social-démocratie, de la liberté, du progrès, de la justice sociale et de la paix ».

## Symboles
Sa couleur est le rouge. Son drapeau est également rouge, frappé de l’emblème en noir représentant un marteau et une hache surmontés d’une étoile noire.

## Organisation
Le siège du parti se trouve à Dakar.
Il publie un périodique, Faggaru.